# Lucky Strike

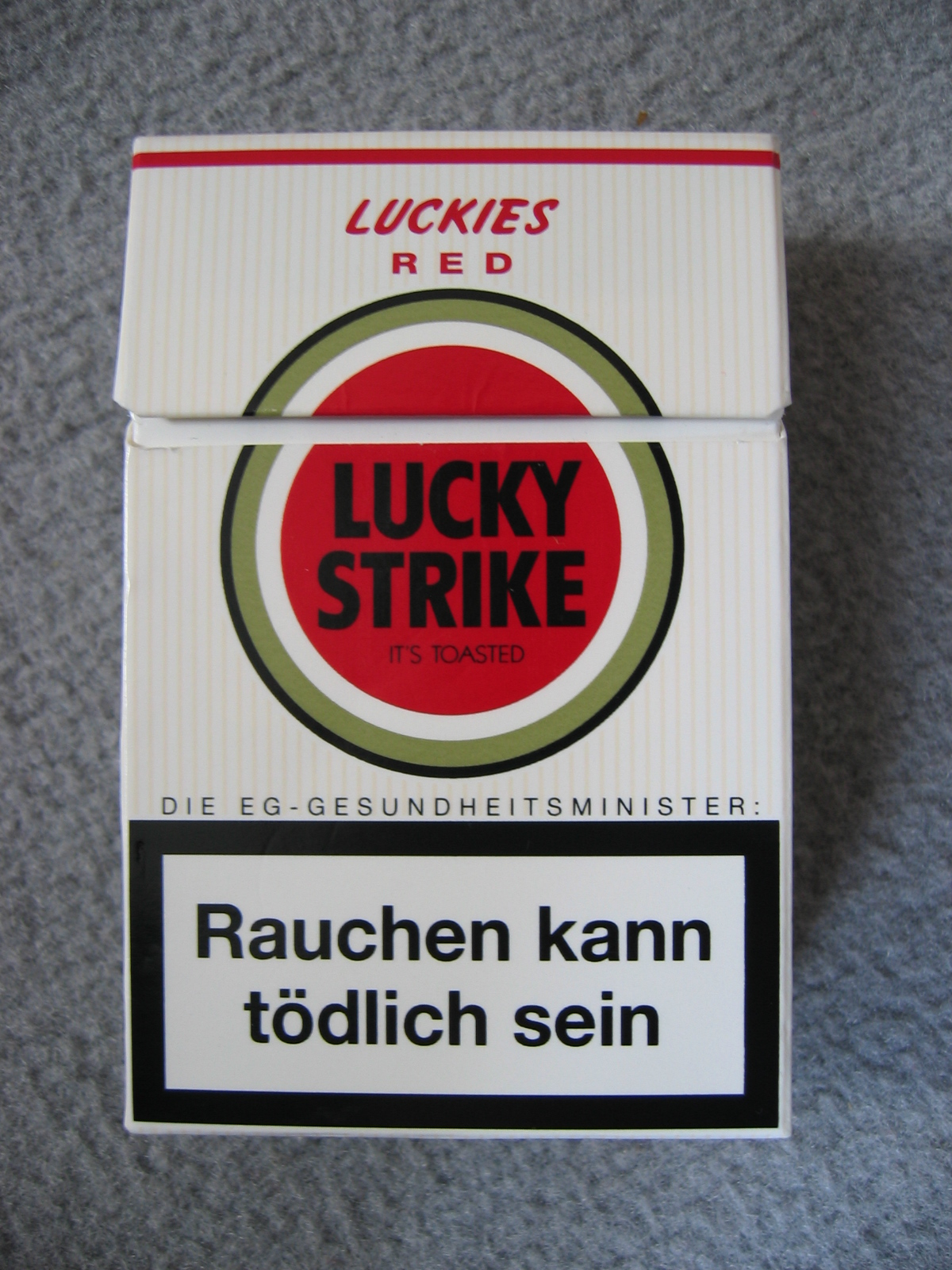
Német Lucky Strike
(a fekete keretes felirat: „A dohányzás halálos lehet”)

A LuckyStrike egy cigarettamárka. 1871-ben használták először ezt az elnevezést, mint R. A. Patterson richmondi dohánykeverékét. 1916-ban az American Tobacco Company nevű dohánygyár új, sötétzöld dobozos termékét nevezte el ezen a néven.
1942-ben a doboz zöld színét fehérre változtatták. A közkedvelt reklámkampányt a „Lucky Strike Green has gone to war” szlogennel megváltoztatták, a cég szerint azért, mert a zöld festékre szükség volt a katonai ruháknál a második világháború miatt. (A Lucky Strike volt az egyetlen cigaretta, amelyet a II. világháború ideje alatt kapni lehetett.) Később kiderült, hogy ez a magyarázat hamis, a zöldet azért váltotta fehér, hogy a női dohányosok számára is vonzó legyen a Lucky Strike.
1917-ben a reklámszlogen a „It's Toasted” (szabad fordításban: „szárítva” vagy inkább „pörkölve”) mondat volt. Ez a mondat arra a gyártási folyamatra utalt, amikor is a dohányt jobban kiszárítják, mint a nap; ez az eljárás nagymértékben befolyásolja a dohánytermék ízét. Az „L.S./M.F.T.” („Lucky Strike means fine tobacco”; magyarul: „A Lucky Strike minőségi dohányterméket jelent”) mondatot is ráírták a csomagolásra.
1978-ban és 1994-ben, az exportjogokat és az egyesült államokbeli jogokat a Brown & Williamson szerezte meg. 1996-ban, San Franciscóban bevezették a füstszűrős változatot, majd 1999-ben az egész USA-ra kiterjesztették.
A Lucky Strike logót egy híres ipari formatervező, Raymond Loewy alkotta meg, az ő munkája volt a Coca-Cola logója is. A logó később fontos része lett a művész Ray Johnson kollázsainak.
Az 1950-es években a Lucky Strike volt a támogatója a CBS-en futó Jack Benny televíziós programjának. A Lucky Strike főszponzora volt a Formula–1-ben induló BAR, később, 2006-ban a Honda csapatnak.

## A popkultúrában
Kondor Vilmos Bűnös Budapest-ciklusának főszereplője, Gordon Zsigmond is ezt szívja, tudjuk meg A budapesti kémből, de legtöbbször a Budapest novemberben című műben szerepel a márka neve.

## Külső hivatkozások
- Nemzeti Népegészségügyi Program – Segítség a leszokáshoz programja
- A British American Tobacco honlapja (magyar)